# オタリア
オタリア (学名:Otaria flavescens)は、オタリア属に属するアシカ科の海棲哺乳類である。本種1種のみでオタリア属を構成する単型。

## 分布
チリ、ペルー、ウルグアイ、アルゼンチンなどの沿岸に生息する。

## 形態
雄の成体の特徴は、大きい頭部、たてがみと少し上向き加減の鼻である。雌および未成熟の雄にはたてがみはない。雌雄とも体表はオレンジがかった黒である。雄のたてがみの色は若干明るいオレンジである。雌の頭部や首の辺りの体表は若干明るいオレンジである。
オタリアの体長や体重にはかなり幅があるが、典型的な雄の成体は2.6メートル (m) 程度、300キログラム (kg) 程度である。雌は雄よりも小さく、体長は1.8 mから2 m程度、体重は雄の約半分の150 kg程度である。

## 生態
主に魚やイカ、甲殻類を食べる。ニュージーランドオットセイやペンギンを食べることもある。
天敵はシャチ。
1頭の雄が10頭程度の雌を集めてハレムを形成する。

## 人間との関係
元から先住民の猟の対象だったが、16世紀以降はヨーロッパ人からも狙われることとなり個体数が減少した。その後は個体数を回復して2021年の時点で約45万頭が確認されている。フォークランド諸島周辺ではトロール漁での混獲や餌の減少により個体数回復が遅れている。
カリフォルニアアシカとともに日本の水族館などで数多く飼育されている。

## 分布図

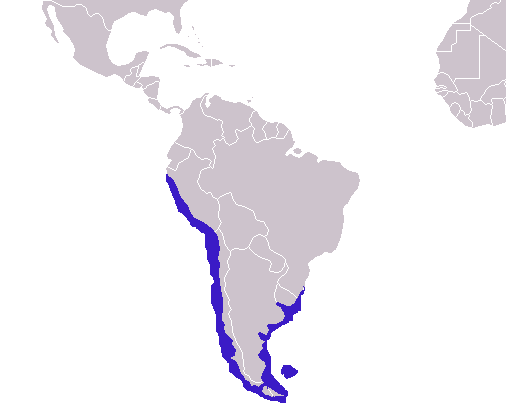
オタリアの分布図